# ウィリーズ・ワンダーランド
『ウィリーズ・ワンダーランド』（原題：Willy's Wonderland）は、2021年に公開されたアメリカ合衆国のアクションコメディホラー映画。

## 概要
監督はケヴィン・ルイス。主演のニコラス・ケイジは製作も務める。
企画は2019年10月に発表された。脚本のG・O・パーソンズは『Five Nights at Freddy's』シリーズから着想を得たとしている。
2019年12月にケヴィン・ルイスが監督に決定し、撮影は2020年2月に開始。当初は2020年10月30日の公開を予定していたが、新型コロナウイルス感染症の流行によって2021年2月12日に延期されている。

## あらすじ
ある男が自動車で移動していると、道路に仕掛けられた車止めのスパイクのせいでタイヤがパンクしてしまう。数時間後、トラックで通り掛かったジェドに助けられ、自身と車を近くの町“ヘイズビル”まで運んでもらうことになった。
ヘイズビルに到着すると、ジェドは自動車の牽引と修理の代金として現金で1000ドルを要求するが、男は現金を持っていない。しかし、町にある廃墟同然の娯楽施設“ウィリーズ・ワンダーランド”で一晩掃除をすれば、そこのオーナーであるテックスが代金を肩代わりしてくれるという。提案を受け入れた男は一晩限りの管理人となり、彼を残して施設を出たテックスは正面の扉を厳重に閉じて去っていった。
管理人は腕時計に休憩時間用のアラームをセットすると、荒れ放題の施設内を掃除し始める。1回目の休憩を終えて掃除を再開したところ、施設に残されたアニマトロニクスの1体、ダチョウのオジーが襲い掛かってきた。しかし、管理人は難なくオジーを破壊すると、オジーの残骸を詰めたゴミ袋を開かない正面の扉の前に置いておく。
2回目の休憩開けにトイレを掃除していると、レストランにいるアニマトロニクスたちが誕生日を祝うプログラムで動き始めた。電源を落としトイレに戻ってみると、鏡に「IT'S YOUR BIRTHDAY（お前の誕生日）」と書かれており、隠れていたゴリラのガスに襲われる。当初は圧倒されるも、不意をついて反撃するとあっけなく破壊し、残骸をゴミ袋に詰めてオジーの隣に置いたところで、3回目の休憩時間となる。
掃除を再開しオーブンを清掃していると、外には燃料を撒いて施設に放火しようとする若者たちがいた。その中の1人であるリブは管理人に外に出るよう忠告するが相手にされず、説得のために単身ダクトを通って施設内へと侵入する。ワニのアーティーに襲われながらもダクトから脱出したリブだが、逃げ込んだ先はサイレン・サラの部屋だった。外に残っていたリブの仲間たちも、サラと遭遇したリブの悲鳴を聞いて屋上に上がったところで天井が崩れて全員が施設内に入ってしまう。
仲間と合流したリブは停止中のアニマトロニクスを破壊しようとするが、管理人によって妨害される。リブは「タイヤのパンクは仕組まれたもので、20年以上もの間、ここで多くの人間が殺されている」と説明し、ウィリーズ・ワンダーランドの闇について語り始めた。しかし、管理人は一切聞く耳を持たず、休憩時間に入ってしまう。
リブたちは再び動き始めたアニマトロニクスたちに襲われ始め、最後の手段としてルンド保安官に助けを求め電話を掛けるが、リブ以外は全員殺されてしまった。休憩時間が終わった管理人はリブを助け、騎士のナイティ・ナイトやアーティーを破壊すると、休憩時間を挟んでカメレオンのキャミーを拘束する。
管理人がキャミーを正面の扉まで引き摺っていったところ、同僚のエヴァンと共に駆けつけたルンド保安官がショットガンを向けてきた。町の住人は生贄を捧げることでアニマトロニクスたちを施設に留めており、管理人による彼らへの反撃や破壊は想定外だったのだ。管理人は腕を後ろ手に縛られた状態で施設内に残され、1人でサラとキャミーに相対することになるが、拘束されたまま脚でサラの首をへし折ると、結束バンドを力技で解いてキャミーの首をねじ切ってしまう。
エヴァンによって連行されるリブはパトカーの車内で彼を説得し味方にするが、エヴァンはパトカーの上部に潜んでいたカメのティトに殺害される。迫ってくるティトを撃退したリブは、急いで施設へと戻っていく。
ゴミ袋を施設外のゴミ箱に放り込む管理人の姿に驚いたルンド保安官は、ショットガンで彼を脅して目の前でイタチのウィリーに襲わせようとする。しかし、ウィリーはルンド保安官を殺害すると、鋭利な爪で管理人を切りつけていった。激怒した管理人は手製の武器を用意すると反撃に転じ、ウィリーを徹底的に破壊する。
朝になり、施設を訪れたテックスとジェドは綺麗に整えられた内部の様子に驚愕していた。管理人は修理された自動車の鍵を受け取ると、戻ってきたリブを助手席に乗せて町を去っていく。予想外の結末に喜び新たな展望を語るテックスだが、機能停止していなかったサラによって自動車を爆破され、ジェドと共に爆発に飲み込まれてしまった。自動車を走らせる管理人によって道路を歩いていたティトも破壊され、物語は終わる。

## 登場人物・キャスト
※括弧内は日本語吹き替え
管理人
演 - ニコラス・ケイジ（※セリフなし）
主人公。自動車の修理代を支払うために、ウィリーズ・ワンダーランドを掃除する一晩だけの管理人となった。全く喋らず、本名は不明。異常なまでのストイックさで清掃を行い、襲ってくるアニマトロニクスにも動じずゴミを片付けるように破壊していく。
“PUNCH”という缶入りの炭酸飲料が好みらしく、腕時計のアラームが知らせる休憩時間の度に1本ずつ飲んでいく。また、キッチンに放置されていたピンボールのマシンに気付くと綺麗に磨き、休憩時間になると遊ぶ様子を見せる。
リブ
演 - エミリー・トスタ（川上ひろみ）
不良少女。ウィリーズ・ワンダーランドを破壊しようとしている。幼い頃にウィリーズ・ワンダーランドに一晩泊まったことがあり、両親が犠牲になるも奇跡的に生き残った。
幼少期のリブ
演 - カミア・アリントン
ルンド保安官
演 - ベス・グラント（定岡小百合）
ヘイズビルの保安官。ウィリーズ・ワンダーランドで生き残ったリブを引き取って養育しており、彼女を娘同然に愛している。
テックス・マカドゥー
演 - リック・ライツ（橋本信明）
ウィリーズ・ワンダーランドの現在のオーナー。施設の営業を再開するために内部を清掃したいと語る。
ジェド・ラブ
演 - クリス・ワーナー（堀総士郎）
管理人を立ち往生から助けた男。車の整備は完璧にできるが、壊れたATMの修理はできなかったという。
クリス
演 - カイ・カドレック
リブの仲間。彼女に想いを寄せている。キャミーの嘘に騙されて油断したところを殺害される。
キャシー
演 - ケイリー・コーウェン
リブの仲間。リブにかけられた手錠をヘアピンで外した。ボブと共にアーティーに殺された姿を発見される。
ダン
演 - ジョナサン・メルセデス
リブの仲間。サイレン・サラとティトに食われるような形で殺される。
ボブ
演 - テレイル・ヒル
リブの仲間。恋人のキャシーと性行為を行っているところをアーティーに噛み付かれて死亡した。
アーロン
演 - クリスチャン・デル・グロッソ
リブの仲間。背後からナイティ・ナイトの剣で胴体を貫かれる。
エヴァン
演 - デビッド・シェフテル
ルンド保安官の同僚。妻子と共に町にやってきたばかりの新人で業務に慣れていない。
ジム
演 - クリス・パディージャ
リブの父親。ウィリーズ・ワンダーランドで生贄にされた。
ジュディ
演 - オルガ・クラマー
リブの母親。ウィリーズ・ワンダーランドで生贄にされた。
ジェリー・ロバート・ウィリス
演 - グラント・クレイマー
ウィリーズ・ワンダーランドを作った男。正体は殺人鬼であり、仲間を従業員にして裏で連続殺人を行っていた。
エリック・ミラー
演 - ジェイソン・タイラー
解体業者。ウィリーズ・ワンダーランドを取り壊そうとするが、無残な死体で発見される。
バイカー
演 - ライアン・カイトリンガー
ウィリーズ・ワンダーランドで生贄にされた身寄りのない男。
ヒッピーのカップル
演 - ジョセフ・ティーグル、ジェシカ・ティーグル
ウィリーズ・ワンダーランドで生贄にされたモラルの低いカップル。

### アニマトロニクス
ウィリーズ・ワンダーランドのマスコットキャラクターであるアニマトロニクスたち。
ウィリー・ウィーゼル
演 - ジリ・スタネック / 音声 - Émoi
モチーフはイタチ。腕の一振りで人体をちぎり飛ばせる。管理人を鋭利な爪で一方的に切りつけるが、武器を持った管理人には敵わず、最期は首を引きちぎられ破壊されてしまう。
サイレン・サラ
演/音声 - ジェシカ・グレイブス・デイヴィス
モチーフは妖精。キャミーと組んで両手を拘束された管理人に襲い掛かる。脚で首を折られたが無事であり、ゴミ袋から抜け出し、テックスとジェドが乗る自動車に放火して自らも吹き飛んだ。
キャミー・ザ・カメレオン
演 - テイラー・タワリー / 音声 - マディスン・リー
モチーフはカメレオン。クリスを殺害しリブを追い詰めるところを、管理人に後ろから攻撃されて拘束される。結束バンドを引きちぎった管理人の怪力に驚いているところを、頭を掴まれてねじ切られる。
ティト・ザ・タートル
演 - クリス・シュミットJr. / 音声 - アベル・アリアス
モチーフはカメ。エヴァンを殺害してリブに迫る。いつの間にかパトカーの鍵やショットガンの弾も盗みだしていたが、ショットガンで殴打され撃退される。その後道路を歩いて戻ろうとしていたようだが、町を離れる管理人の自動車に撥ねられ、バラバラに四散した。
アーティ・ザ・アリゲーター
演 - クリストファー・ブラッドリー / 音声 - なし
モチーフはワニ。ボブとキャシーの殺害後、その場にやってきた管理人と戦うが口をこじ開けるように破壊され、頭部の機械を引きずり出され停止する。
ナイティ・ナイト
演 - デューク・ジャクソン / 音声 - なし
モチーフは剣を持った西洋の騎士。リブを襲っているところを管理人に攻撃され、壁に何度も叩きつけられた末に奪い取られた剣で首を切断される。
ガス・ザ・ゴリラ
演 - ビリー・ビュジー / 音声 - マーク・ガグリアルディ
モチーフはゴリラ。不意打ちで管理人に襲い掛かったことで当初は優勢に立つが、反撃を受けると碌に抵抗できずに破壊される。
オジー・ザ・オーストリッチ
演 - B・J・ガイヤー / 音声 - アベル・アリアス
モチーフはダチョウ。顔を傷つけられて本気になった管理人により、折ったモップで滅多打ちにされた。最期は首部分の機械を引きずりだされ破壊された。

## ウィリーズ・ワンダーランド
ヘイズビルにある娯楽施設。ジェリー・ウィリスによって1996年に作られた。かつてはアニマトロニクスが人気となり、子供連れの家族で賑わっていたというが、現在は廃墟同然の荒れ果てた状態になっており、アニマトロニクスも施設内に放置されている。制服は施設のロゴが入ったTシャツ。
ジェリーが運営していた頃は、客を誕生日パーティーなどで呼び出した裏でジェリーたち従業員による連続殺人が行われていた。犯行が露呈したタイミングで従業員は全員自殺したが、悪魔の儀式により彼らの魂はアニマトロニクスに宿っている。
ジェリーたちの死から10年後、新たなオーナーになったテックスによって営業が再開されるが、アニマトロニクスの異常動作により怪我人が出る事態となったため、施設は閉鎖され取り壊されることになった。しかし、解体業者が家族もろともアニマトロニクスによって殺害され、取り壊しは中止となる。それ以降、アニマトロニクスが施設を出て町の住人を襲うようになったため、住人たちは町を訪れる人間を生贄として差し出すことで被害を免れている。

## スタッフ
- 監督：ケヴィン・ルイス
- 脚本：G・O・パーソンズ
- 製作：ニコラス・ケイジ、マイク・ナイロン[1]、グラント・クレイマー（英語版）、ジェレミー・ダニエル・デイビス、デビッド・オザー、ブライアン・ロード
- 製作総指揮[1]：ティム・ルーハナ、デビッド・ファノン、マーク・ダモン、セス・ニードル、タマラ・バークモー、アダム・リフキン、スコット・ハーバート、ジェイク・シール
- 音楽：Émoi
- 撮影：デビッド・ニューバート
- 編集：ライアン・リーバート
- 美術：モリー・コフィ[1]
- 衣装：ジェニファー・シュレック[1]